# Klasyfikacja Środków Trwałych
Klasyfikacja Środków Trwałych (KŚT) jest usystematyzowanym wykazem środków trwałych (obiektów) służących do celów ewidencyjnych, ustalania stawek odpisów amortyzacyjnych oraz badań statystycznych.

## Podział rodzajowy i zasady klasyfikowania środków trwałych
W KŚT za podstawową jednostkę ewidencji przyjmuje się pojedynczy obiekt majątku trwałego spełniający określone funkcje w procesie wytwarzania wyrobów i świadczenia usług. Może być nim budynek, maszyna, pojazd mechaniczny. Jedynie w nielicznych przypadkach dopuszcza się w ewidencji przyjęcie za pojedynczy obiekt – obiektu zbiorczego, którym może być zespół przewodów rurociągowych lub zespół latarni jednego typu, użytkowanych na terenie zakładu, ulicy, osiedla, zespoły komputerowe.
Z funkcji, jakie poszczególne obiekty spełniają w procesie wytwarzania lub w toku nieprodukcyjnego użytkowania rozróżnia się cztery zasadnicze zbiory:
1) nieruchomości – obejmujące grunty, budynki oraz budowle inżynierii lądowej i wodnej; środki trwałe zaliczone do tego zbioru zapewniają odpowiednie warunki do prowadzenia procesów produkcyjnych oraz działalności nieprodukcyjnej;
2) maszyny, urządzenia techniczne, przyrządy i narzędzia oraz inne ruchomości i wyposażenie – obejmujące środki trwałe, którymi oddziałuje się bezpośrednio na przedmioty pracy (takie jak: surowce, materiały) oraz służące do wyposażenia;
3) środki transportu służące do przewozu osób, transportu towarów;
4) inwentarz żywy.
Klasyfikacja Środków Trwałych wyodrębnia na pierwszym szczeblu podziału klasyfikacyjnego 10 następujących jednocyfrowych grup środków trwałych:
- Grupa 0 – Grunty
- Grupa 1 – Budynki i lokale oraz spółdzielcze prawo do lokalu użytkowego i spółdzielcze własnościowe prawo do lokalu mieszkalnego
- Grupa 2 – Obiekty inżynierii lądowej i wodnej
- Grupa 3 – Kotły i maszyny energetyczne
- Grupa 4 – Maszyny, urządzenia i aparaty ogólnego zastosowania
- Grupa 5 – Maszyny, urządzenia i aparaty specjalistyczne
- Grupa 6 – Urządzenia techniczne
- Grupa 7 – Środki transportu
- Grupa 8 – Narzędzia, przyrządy, ruchomości i wyposażenie, gdzie indziej nie sklasyfikowane
- Grupa 9 – Inwentarz żywy